# Arbetskraftsundersökning

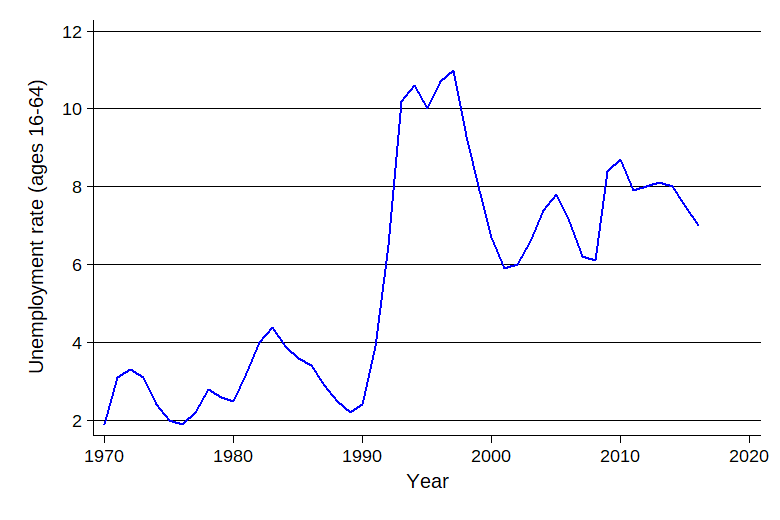
Arbetslöshet i procent i Sverige för befolkningen i åldrarna 16-64 år under åren 1970-2016 enligt SCB:s Arbetskraftsundersökning.

Arbetskraftsundersökningarna (AKU) är en undersökning som har genomförts regelbundet i Sverige sedan maj 1959,  med syftet att beskriva utvecklingen på arbetsmarknaden för hela landets befolkning i åldern 15-74 år (fram till år 2000 användes åldrarna 16-64 år). Sedan augusti 1960 har Statistiska centralbyrån (SCB) ansvaret för undersökningen. Sedan 1970 utförs den varje månad, medan den utfördes varje kvartal åren 1961-1969. Motsvarande undersökningar finns i samtliga EU-länder och den Svenska undersökningen har under senare år anpassats för att uppnå jämförbarhet med övriga EU-länder. I april 2005 infördes den Europaharmoniserade arbetskraftsundersökningen, Labour Force Survey, LFS. 
AKU tar fram månatlig statistik med tonvikt på såväl antal som andel sysselsatta respektive arbetslösa. Det är den enda källan med kontinuerliga uppgifter om den totala arbetslösheten och dessa uppgifter representerar det officiella arbetslöshetstalet. Resultaten från undersökningarna används tillsammans med annan arbetsmarknadsstatistik som underlag för planering av, och beslut om, arbetsmarknadspolitiska program samt för uppföljning av arbetsmarknadsinsatser. Det är också viktiga underlag för allmänna konjunkturbedömningar och internationella jämförelser. Resultaten publiceras på SCB:s webbplats, www.scb.se i form av pressmeddelanden, Statistiska meddelanden och tabeller. Resultaten uppmärksammas ofta i media. 
AKU är en urvalsundersökning som omfattar 29 500 slumpvis utvalda personer varje månad. De utvalda personerna blir kontaktade på telefon för en intervju om deras situation på arbetsmarknaden under en specifik referensvecka i månaden. De intervjuade klassificeras i någon av de tre kategorierna sysselsatt, arbetslös eller "ej i arbetskraften". Urvalet av personer är gjort för att vara statistiskt representativt för hela befolkningen från 15 till och med 74 år. 

## Begrepp i AKU
Befolkningen Befolkningen i åldern 15-74 år delas in i två huvudgrupper:
I arbetskraften – vilken omfattar alla som är sysselsatta eller arbetslösa. 
Personer som räknas som sysselsatta är de som arbetat minst en timme under en viss vecka (referensveckan), eller varit tillfälligt frånvarande från arbetet på grund av sjukdom, semester, tjänstledighet eller dylikt. Även personer som deltar i vissa arbetsmarknadspolitiska program räknas som sysselsatta. 
Personer som räknas som arbetslösa är de som saknar ett arbete, kan påbörja ett arbete inom 14 dagar och även har sökt arbete under de fyra senaste veckorna. Arbetslösa omfattar även personer som fått ett arbete som börjar inom tre månader, förutsatt att de skulle kunna påbörja ett arbete inom 14 dagar.
Ej i arbetskraften – Personer som varken är sysselsatta eller arbetslösa. Gruppen omfattar bland annat studerande, pensionärer, långvarigt sjuka, hemarbetande och värnpliktiga. Till gruppen räknas även personer som kan arbeta, men inte sökt arbete.
Det relativa arbetslöshetstalet beräknas som antalet arbetslösa dividerat med antalet personer som ingår i arbetskraften. I dagligt tal benämns oftast det relativa arbetslöshetstalet som arbetslösheten.

## Internationella jämförelser
Tidigare avvek den svenska definitionen av arbetslösa från ILO:s (International Labour Organization) definition. Den 31 maj 2007 beslutade regeringen i enlighet med budgetpropositionen att upphäva 1986 års regeringsbeslut avseende definitionen av begrepp i arbetskraftsundersökningarna. Sedan oktober 2007 klassificeras heltidsstuderande (inklusive deltagare i arbetsmarknadsåtgärder) som sökt och kunnat arbeta som arbetslösa. Regeringens beslut om att följa ILO:s definition och EU-anpassningen 2005 betyder att AKU nu uppfyller både nationella och internationella krav på statistiken. 
Förändringen att heltidsstuderande som aktivt söker arbete och är beredda att ta arbete definieras som arbetslösa innebär att de arbetslösa blir fler och därmed också att arbetslösheten ökar. Förändringarna innebar framförallt att den uppmätta ungdomsarbetslösheten blev högre. SCB har i efterhand skapat statistik även för tidigare år som försöker beskriva hur arbetslösheten skulle ha sett ut under de åren om mätmetoderna och definitionerna hade varit desamma som idag, så kallade länkade tidsserier.